# Махмут Орхан
Махмут Орхан (тур. Mahmut Orhan, нар. 11 січня 1993 року, Бурса) — турецький ді-джей та продюсер. Свою музичну кар'єру розпочав у віці 16-ти років, працюючи над треками у стилі діп-хаус, indie dance та ню-диско. У 2012 році з'явились композиції «Little Buddha 5», «Fringe», «Siddharta Dubai» і «Céiron». Свій перший альбом «Chilai» випустив у 2014 році завдяки лейблу Beachside Records.
Серед найвідоміших композицій виконавця — хіти «Feel» (з Сеною Сенер), що має понад 427 млн переглядів на YouTube, «Save Me» (з Енелі) — понад 109 млн переглядів і «6 Days» (з Colonel Bagshot) — понад 266 млн переглядів.

## Соціальні мережі
- Instagram [Архівовано 26 листопада 2013 у Wayback Machine.]